# 侯贇
侯 贇（こう いん、918年 - 991年）は、五代後周から北宋にかけての政治家・軍人。本貫は并州太原県。

## 経歴
後漢の遼州刺史の侯義の子として生まれた。父の蔭官により殿前承旨に任じられた。後周の顕徳年間、供奉官となり、南唐への使者をつとめ、三門集津発運使に任じられた。関中の穀物を軍事・国事の用に供給する仕事を30年にわたってつとめて、遅滞することがなかった。
宋が建国されると、諸衛将軍となった。右武衛将軍に累進した。開宝年間、知建安軍・揚州知州・徐州知州を歴任し、善政で知られた。開宝9年（976年）、太宗が即位すると、福州知州に転じ、右衛将軍となった。太平興国2年（977年）、呉越王銭弘俶が宋に降ると、侯贇は両浙諸州に派遣されて軍隊の監視にあたり、右衛大将軍に進んだ。太平興国7年（982年）、霊州知州となり、左衛大将軍に転じた。
淳化2年（991年）、在官のまま死去した。享年は74。本衛上将軍の位を追贈された。

## 伝記資料
- 『宋史』巻274 列伝第33